# Эдди Барклай
Эдуард Руо (фр. Édouard Ruault; 26 января 1921, Париж — 13 мая 2005, Булонь-Бийанкур), больше известный как Эдди Барклай (фр. Eddie Barclay) — французский пианист, композитор, дирижёр, музыкальный продюсер и предприниматель. Основатель и глава лейбла Barclay Records. Был одним из самых влиятельных продюсеров в 1950—80-е годы. Среди артистов, работавших с ним были Жак Брель, Далида и Шарль Азнавур.

## Биография
Эдуард Руо родился в Париже 26 января 1921 года в семье официанта и почтовой работницы. Он провел большую часть своего раннего детства со своей бабушкой в Таверни (Валь-д’Уаз). Позже его родители купили бар Café de la Poste в центре Парижа, и в возрасте 15 лет он оставил школу, чтобы работать в кафе. Он сам учился музыке и игре на фортепиано. Особенно он любил американский джаз и увлекался музыкой Фэтса Уоллера. Он часто посещал Hot Club de France, чтобы послушать квинтет Стефана Граппелли и Джанго Рейнхарда.
Он стал пианистом в клубе «L'étape» на улице Годо-де-Моруа в Париже, где его получасовые сеты чередовались с выступлениями начинающего Луи де Фюнесом. Когда немецкие оккупанты во Франции запретили джаз, он проводил регулярные общественные собрания с другими зазу в своем доме, чтобы слушать джазовые записи и нелегальные радиостанции.
После войны Эдуард Руо сменил имя на Эдди Барклай и открыл в Париже «Клуб Эдди». В 1947 году он основал группу, в которой его жена Николь пела под псевдонимом Ева Уильямс. Барклай и его жена основали лейбл Blue Star Records. Среди музыкантов на лейбле были Дон Бьяс и Эдди Константин. Барклай писал песни вместе с Шарлем Азнавуром и Борисом Вианом, вместе с Вианом также был редактором журнала Jazz.
В 1952 году посетил США, где увидел новую технологию записи пластинок. В 1955 году Барклай согласился выпускать и распространять пластинки Mercury Records в Европе. Лейбл выпускал записи таких артистов как Рэй Чарльз, Диззи Гиллеспи, Сэмми Дэвис-младший и Дюк Эллингтон. Одной из самых популярных записей того времени стала «Only You» The Platters, которая разошлась полуторамиллионным тиражом. Вскоре лейбл стал ведущей продюсерской компанией Франции.
На лейбле зажглись звёзды таких артистов как Юг Офре, Мишель Дельпеш, Далида, Мирей Матье, Эдди Митчелл.
Азнавур присоединился к леблу Барклая в 1956 году, хотя к тому времени они были друзьями уже более десяти лет. Жак Брель, бельгийский поэт-певец, который работал с Барклаем до своей смерти в 1978 году, начал своё сотрудничество с Барклаем в 1962 году, записывая хиты, включая «Le plat Pays» и «Les Bigotes» на лейбле Barclay. Брель покинул Philips Records и присоединился к Barclay вслед за Жюльетт Греко. Philips пригрозил подать в суд, но дело было улажено во внесудебном порядке, так как Барклай отпустил Джонни Холлидея к Филипсу в рамках урегулирования. Поэт-анархист Лео Ферре был ещё одним известным певцом и автором песен, который присоединился к Barclay Records.
Тем не менее, чутьё Барклая подводило его несколько раз: так, он отказался подписать контракт с Бобом Марли, а также разорвал контракты с Пьер Перре и Мишель Сарду (позже стане одним из самых продаваемых артистов во Франции).
В начале восьмидесятых годов, оправившись от рака горла, который был поставлен в 1979 году он продал 80% своего лейбла в PolyGram, и переехал в Сен-Тропе. В марте 1994 года Барклай перенес четырехкратное шунтирование после сердечного приступа. 29 апреля 2005 года он был госпитализирован в больницу Амбруаз-Паре в Париже с инфекциями мочевыводящих путей и легких. Он умер там в ночь на 12 мая 2005 года. У него есть один сын, Гийом, от третьего брака с Мари-Кристиной Штейнберг.